# Robert Kaplan
Robert Samuel Kaplan (New York, 2 maggio 1940) è un economista statunitense della Harvard Business School, conosciuto come cocreatore, insieme a David P. Norton della scheda di valutazione bilanciata.

## Opere
- Cooper, Robin, and Robert S. Kaplan. The design of cost management systems: text and cases. Prentice Hall, 1999.
- Kaplan, Robert S., and David P. Norton. Strategy maps: Converting intangible assets into tangible outcomes. Harvard Business Press, 2004.
- Kaplan, Robert S., and David P. Norton. The strategy-focused organization: How balanced scorecard companies thrive in the new business environment. Harvard Business Press, 2001.

Articoli e selezioni:
- Johnson, H. Thomas, and Robert S. Kaplan. "The rise and fall of management accounting." Engineering Management Review, IEEE 15.3 (1987): 36-44.
- Kaplan, Robert S., and David P. Norton. , "The Balanced Scorecard: Measures That Drive Performance," Harvard Business Review, Jan.–Feb. 1992
- Kaplan, Robert S., and David P. Norton. "The balanced scorecard: translating strategy into action." Harvard Business Press, 1996.
- Kaplan, Robert S., and David P. Norton. "Using the balanced scorecard as a strategic management system." Harvard business review 74.1 (1996): 75-85.

| Controllo di autorità | VIAF (EN) 100912401 · ISNI (EN) 0000 0001 1579 1499 · LCCN (EN) n79107816 · GND (DE) 121206815 · BNE (ES) XX1041579 (data) · BNF (FR) cb123104008 (data) · J9U (EN, HE) 987007426757505171 · CONOR.SI (SL) 12778595 |